# معركة تاننبرغ
معركة تاننبرغ (Tannenberg) معركة مهمة بين القوات الألمانية والقوات الروسية في الحرب العالمية الأولى حدثت في الفترة 26-30 أغسطس 1914.
دارت المعركة في المنطقة الواقعة جنوب أولشتين في بروسيا الشرقية. قام الجيش الألماني على 000 153 من الرجال، فيما ضم الجانب الروسي 191,000 جندي في الميدان. وانتهت مع الانتصار للقوات الألمانية وتدمير القوات الروسية الغازية في بروسيا الشرقية الجنوبية.
في البداية، سمّتها وسائل الإعلام الألمانية باسم «معركة أولشتين» ، و بناء على طلب من باول فون هيندنبورغ قائد الجيش الألماني سميت لاحقا لأغراض الدعاية معركة تاننبرغ. في الواقع، لم تكن بلدة تانينبرغ (الآن Stębark) مباشرة في منطقة المعركة الرئيسية، ولكن كانت التسمية تشير إلى معركة تانينبرغ الأولى التي عرفت هزيمة الفرسان التوتونيين الألمان ضد الاتحاد البولندي الليتواني في 1410.

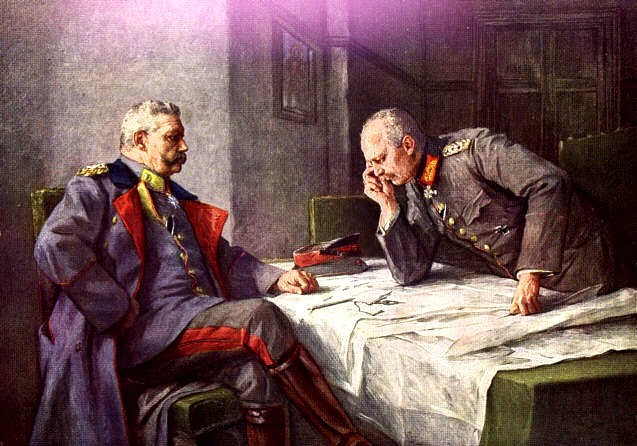
القائدان الألمانيان هيندنبورغ (على اليسار) ولودندورف